# Memento strakonických Židů

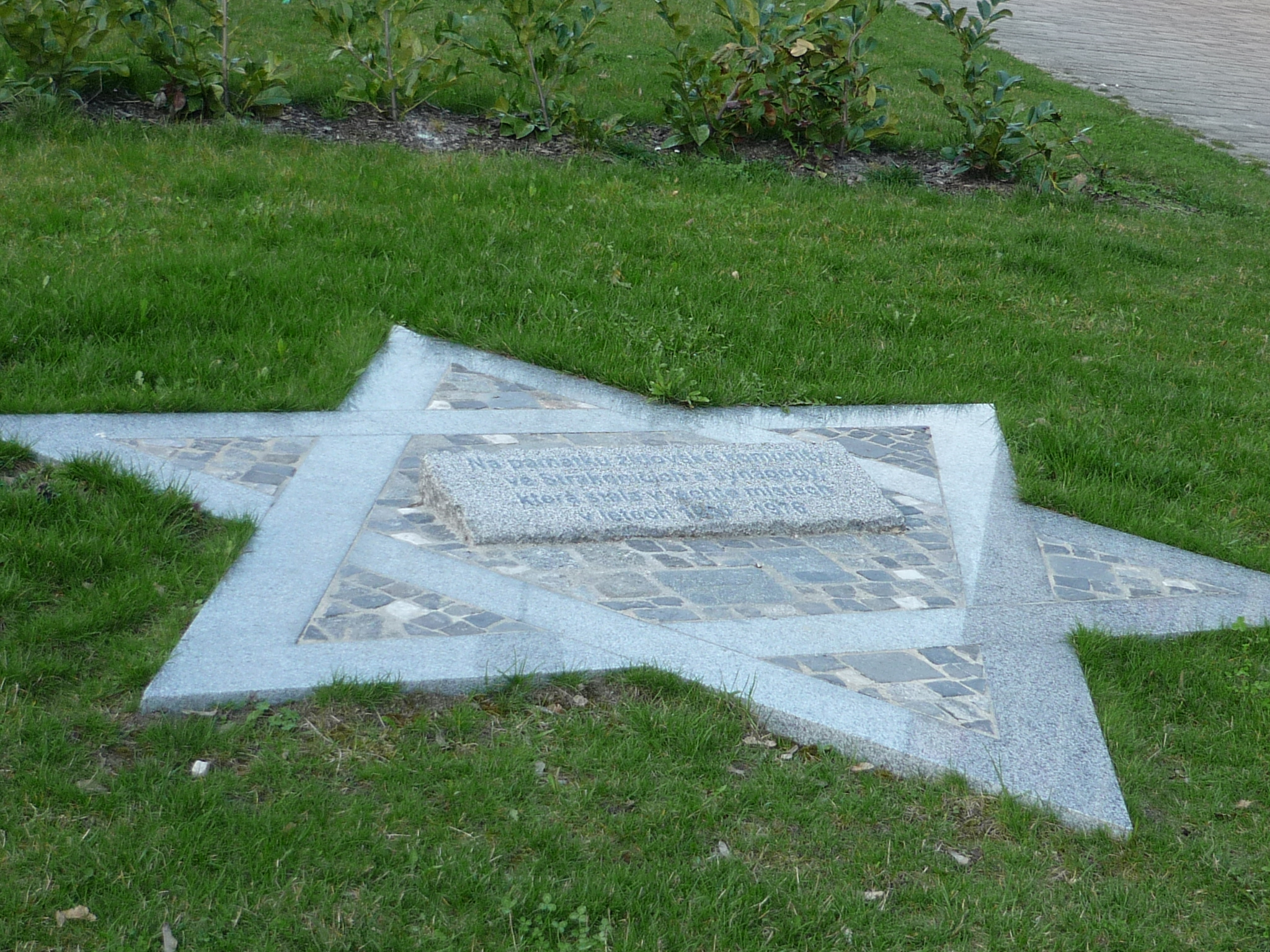
Židovský pomník u Labutě

Memento strakonických Židů je památník obětem holocaustu v jihočeském městě Strakonice. Zobrazuje židovský sedmiramenný svícen menoru, která má uprostřed zasazen kámen vyzvednutý z řeky Otavy. Památník byl vytvořen podle návrhu architektky Laury Jablonské na popud strakonického gymnázia v rámci dvouletého projektu Zmizelí sousedé, při němž dochází k pátrání po Židech, kteří během druhé světové války z města zmizeli. Nad výstavbou převzalo záštitu Strakonické gymnázium, jeho nadační fond i samotné město Strakonice. Spolufinancován byl z grantů Evropské unie a soukromých sbírek.
Během projektu Zmizelí sousedé pátral učitel Mgr. Pavel Sekyrka společně se svými patnácti studenty po zmínkách a pozůstatcích po Židech žijících v minulosti ve Strakonicích. V lednu 2009 vyšla za pomoci nadačního fondu Gymnázia Strakonice kniha Zmizelí a nalezení, kterou vytvořil Mgr. Pavel Sekyrka a kolektiv, a k níž sepsal předmluvu spisovatel Arnošt Lustig.
K odhalení památníku došlo ve čtvrtek 7. května 2009 u Měšťanského pivovaru (poblíž stavby nové lávky přes řeku Otavu). Kromě studentů gymnázia a jeho učitelského sboru, se slavnostního odhalení zúčastnili představitelé města Strakonice v čele se starostou Ing. Pavlem Vondrysem, radní Jihočeského kraje Josef Kalbáč (poradce prezidenta České republiky), poslankyně Evropského parlamentu Jana Hybášková, Colchester and District Jewish Community ze Spojeného království, velvyslanec Státu Izrael Jaakov Levy, hosté z Izraele, Roman Škoda z Hudebního divadla Karlín a pěvecký sbor Gymnázia Strakonice. Kromě výše jmenovaných přišli též zástupci dalších škol i veřejnost.
V roce 2007 byl vybudován a odhalen pomník Židů - ve tvaru Davidovy hvězdy - v místech, kde stála synagoga, dnes u Labutě. 